# Abraham Stevens Hewitt
Abraham Stevens Hewitt (Haverstraw, 31 luglio 1822 – New York, 18 gennaio 1903) è stato un politico, insegnante e avvocato statunitense, 87° sindaco di New York.